# Alosa agone
L'agone (Alosa agone Scopoli, 1786, sinonimo Alosa fallax lacustris) è un pesce d'acqua dolce appartenente alla famiglia dei Clupeidi dell'ordine dei Clupeiformes.

## Tassonomia
Un tempo era considerata una sottospecie dell'Alosa fallax (cheppie), probabilmente ha avuto origine da esemplari che anticamente rimasero intrappolati nei laghi subalpini e si è adattata alle peculiari condizioni di vita dell'ambiente lacustre. 

Da alcuni ittiologi Alosa agone è considerata una specie a sé, questa interpretazione è contrastata dalla maggioranza degli specialisti, anche visto quello che è successo nel lago Omodeo, dove le cheppie sono diventate agoni in soli 10 anni. Anche analisi molecolari e genetiche sembrano dimostrare che non esiste una vera divergenza tra le due forme.

## Distribuzione e habitat
È stanziale nei grandi laghi prealpini (Lago di Como, Lago Maggiore, Lago di Lugano, Lago di Garda, Lago d'Iseo e Lago d'Orta) dove ha abitudini pelagiche.
È stato introdotto con successo nei laghi vulcanici laziali (Lago Albano, Lago di Bracciano, Lago di Bolsena e Lago di Vico). 
Nel Lago Omodeo, creato in seguito allo sbarramento del fiume Tirso, delle cheppie rimaste intrappolate si sono trasformate in agoni in una decina d'anni.
Sempre in Sardegna è presente anche nel lago medio del Flumendosa in notevole quantità.

## Descrizione
La tipologia caratterizzata da esemplari di dimensioni ridotte e con poche macchie sul dorso (fino 4 o 5) è tipica del Lago di Como. In altri laghi prealpini, soprattutto nel Lago di Lugano e nel Lago di Garda, è invece più diffusa un'altra varietà i cui individui hanno dimensioni leggermente maggiori e più macchie sul dorso (fino a 9 - 10).
Dimorfismo sessuale: nel periodo riproduttivo le femmine sono leggermente più gonfie.
La lunghezza massima raggiunge i 60 cm mentre la taglia media è intorno ai 15-30 cm.

## Riproduzione
La stagione degli accoppiamenti comincia in maggio e si protrae fino ad agosto, talvolta anche fino a settembre. 

Durante il periodo della deposizione delle uova recandosi nelle ore notturne in prossimità delle rive ghiaiose del Lario, è possibile vedere e sentire i tipici "barboi", provocati dall'atto dell'accoppiamento che avviene ad uno-due metri dalla riva.
Nell'accoppiamento una femmina ed uno o più maschi emettono simultaneamente i loro gameti compiendo rapidi giri concentrici in superficie.
L'agone depone uova biancastre non adesive, ma fluttuanti, che affondano lentamente e schiudono in circa sei giorni. Vengono deposte da ogni femmina dalle 15-20.000 uova. La maturità sessuale viene raggiunta prima dai maschi (2-3 anni) e poco dopo dalle femmine (3-4 anni).

## Alimentazione
L'alimentazione è planctofaga nei primi tre anni di vita, dopo di che diventa anche ittiofaga ed in parte onnivora nutrendosi anche di crostacei cladoceri e copepodi.

## Stato di conservazione
Non è una specie in pericolo di estinzione, tuttavia risente di diversi fattori come la pesca intensiva, il degrado e le alterazioni ambientali (che la hanno condotta in serio pericolo nel Lago d'Orta, nel Lago Ceresio e nel Lago di Como).

## Pesca
La pesca amatoriale dell'agone è consentita soltanto a partire dal 20 giugno con mosche artificiali (massimo 5 per lenza) durante il giorno, dai caratteristici cavalletti, oppure con il quadrato (rete di forma quadrata montata su un telaio dotato di manico) dopo il tramonto.

La tipologia lariana è ritenuta la più raffinata in quanto dotata di carni più magre, adatte all'essiccazione e quindi alla preparazione dei misultin: agoni eviscerati, salati, essiccati, quindi pressati ed inscatolati con foglie di alloro. Per essere consumati, vengono scaldati sulla griglia rapidissimamente da entrambi i lati e serviti con polenta, talvolta persino freddi. Tipico della tradizione culinaria del Lago di Como è l'agone essiccato, meglio noto come Missoltino.

## Acquariofilia
Non è una specie comunemente allevata in acquario se non in grandi strutture pubbliche.